# Antrim (Stadt)
Antrim (irisch: Aontroim) ist eine Stadt im Nordosten von Nordirland an den Ufern des Flusses Six Mile Water (Abhainn na bhFiodh) und des Lough Neagh und Hauptort der traditionellen gleichnamigen Grafschaft. Sie war zudem Verwaltungssitz des ehemaligen gleichnamigen Districts, der 2015 im Distrikt Antrim and Newtownabbey aufging. Antrim ist nunmehr einer der beiden Verwaltungssitze des Distrikts Antrim and Newtownabbey. Die Stadt befindet sich ungefähr 35 km nordwestlich der nordirischen Hauptstadt Belfast und hatte beim Census 2011 eine Zahl von 23.353 Einwohnern.

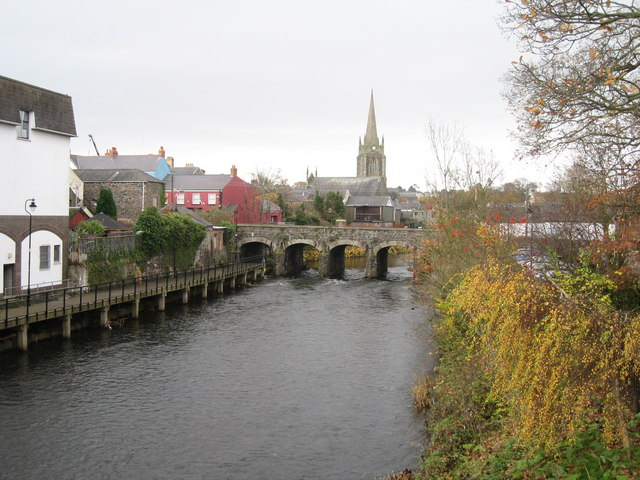
Six Mile Water, Blick auf die Stadt

## Geschichte
Zur Zeit von König Eduard III. wurde eine Schlacht zwischen Iren und Engländern nahe Antrim ausgetragen.

## Sehenswürdigkeiten
- Am Stadtrand befindet sich ein 28 m hoher intakter Rundturm.
- Auf dem Gelände von Antrim Castle befindet sich eine normannische Motte.

## Persönlichkeiten
- Edward Hull (1829–1917), Geologe
- Bertie Donnelly (1894–1977), Radrennfahrer
- Willie Cunningham (1930–2007), Fußballspieler und -trainer
- Ian Moore (* 1938), Radrennfahrer
- Mark Allen (* 1986), Snookerspieler
- Jordan Brown (* 1987), Snookerspieler
- Sean McComb (* 1992), Boxer
- Caitlin Blackwood (* 2000), Schauspielerin
- Josh Rock (* 2001), Dartspieler
- Ross McCausland (* 2003), Fußballspieler